# SIX Group
SIX Group AG, o simplement SIX és un grup empresarial amb seu a Zúric (Suïssa). Va ser creat en 2008 amb la fusió de diverses empreses de serveis financers. La seva àrea de negocis són la gestió de mercats financers, el subministrament d'informació financera i els serveis bancaris.
La companyia no cotitza en borsa i és propietat del voltant de 120 entitats financeres, que són les principals usuàries dels seus serveis. Els seus principals accionistes són Credit Suisse i UBS.
El grup SIX és l'operador de la SIX Swiss Exchange, la principal borsa de valors de Suïssa. El juny de 2020 va completar la compra de Borses i Mercats Espanyols (BME), l'operador de les borses de valors espanyoles, convertint-se en el tercer major operador d'infraestructures de mercats financers per ingressos d'Europa i el desè a nivell mundial.